# Nargis Fakhri
Nargis Fakhri (New York, 20 ottobre 1979) è un'attrice statunitense di origini pakistane, che ha recitato principalmente in pellicole in lingua hindi. Il debutto sul grande schermo è avvenuto nel film Rockstar (2011) per il quale è stata candidata al Filmfare Awards come miglior attrice esordiente. Successivamente ha recitato in Madras Cafe (2013), Main Tera Hero (2014), Spy (2015) e Housefull 3 (2016)..

## Biografia
Curiosamente, Nargis ha partecipato alle selezioni delle edizioni 2 e 3 di America’s Next Top Model, arrivando entrambe le volte tra le semifinaliste, senza quindi entrare mai nel vivo della competizione.

## Filmografia parziale

### Cinema
- Rockstar, regia di Imtiaz Ali (2011)
- Main Tera Hero, regia di David Dhawan (2014)
- Spy, regia di Paul Feig (2015)

## Riconoscimenti
- International Indian Film Academy Awards
  - 2012 – Hottest Pair per Rockstar[6]
- Filmfare Awards
  - 2015 – Ciroc Not The Usual Award per Main Tera Hero[7]